# Botafogo Football Club de Douala
 (janvier 2017).
Si vous disposez d'ouvrages ou d'articles de référence ou si vous connaissez des sites web de qualité traitant du thème abordé ici, merci de compléter l'article en donnant les références utiles à sa vérifiabilité et en les liant à la section « Notes et références ».
Maillots
Le Botafogo Football Club de Douala est un club de football camerounais basé à Douala. 

## Histoire
Promu en Elite One à l'issue de la saison 2014, Botafogo termine 4e du championnat lors de la saison 2015, ratant de peu la qualification pour la Coupe de la confédération. Cette belle performance n'est toutefois pas réitérée la saison suivante, puisque le club se classe 17e sur 18e, et se voit relégué en deuxième division.